# Bâtiment de l'administration du district de Zaječar
Le bâtiment de l'administration du district à Zaječar (en serbe cyrillique : Зграда Окружног начелства у Зајечару ; en serbe latin : Zgrada Okružnog načelstva u Zaječaru) se trouve à Zaječar et dans le district de Zaječar, en Serbie. Il est inscrit sur la liste des monuments culturels protégés de la république de Serbie (identifiant no SK 596),.

## Présentation

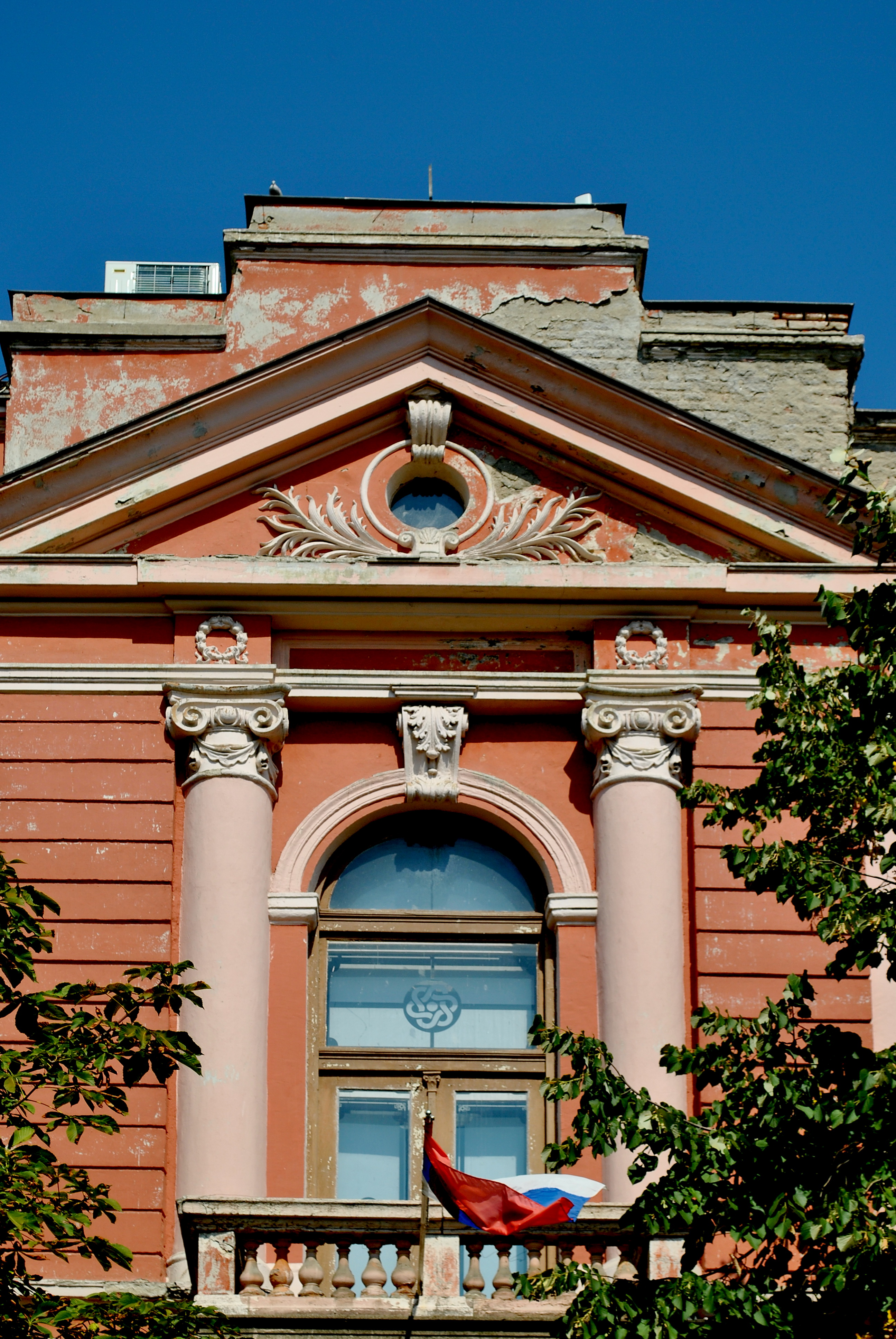
Détail de l'avance.

Le bâtiment est situé au centre-ville, sur le Trg oslobođenja (place de la Libération). D'allure monumentale, il a été construit pour les besoins de l'administration du district dans la période de 1906 à 1911, selon le projet de l'architecte belgradois Petar Popović (1873-1945).
La façade principale, donnant sur la place, s'organise symétriquement autour d'une avancée centrale avec un portail au rez-de-chaussée encadré de pilastres doriques et une fenêtre en plein cintre à l'étage encadrée de colonnes ioniques ; à l'étage se trouve un balcon doté d'une balustrade ; l'avancée est couronnée par un fronton triangulaire.
L'agencement de l'intérieur est purement fonctionnel.

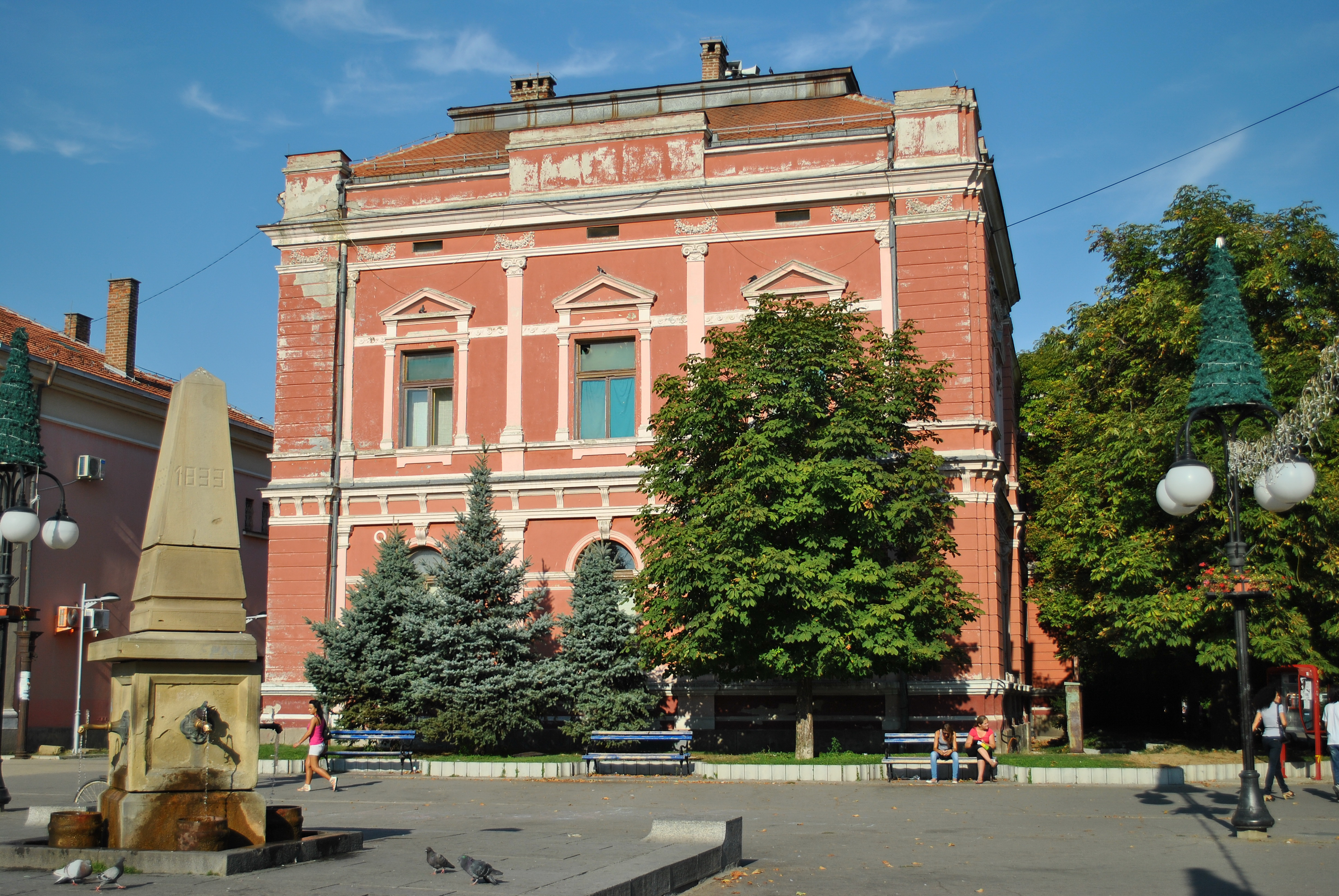
Autre vue du bâtiment.